# Francuska nacionalna knjižnica
Francuska nacionalna knjižnica ili izvorno Bibliothèque nationale de France (skr. BNF) je nacionalna knjižnica Republike Francuske sa sjedištem u Parizu.
Njezina glavna zadaća je pohrana i umreživanje (digitalizacija) svih knjiga, zbornika, radova, novina, časopisa i ostalih tiskovina obavljenih u Francuskoj.
Osim građanske namjene, odnosno prava svakoga francuskoga državljanina na pristup tiskovnim ili mrežnim izdanjima publikacija, knjižica ima i namjenu čuvanja državnih tajni i povjerljivih dokumenata.
Rad knjižnice nalazi se pod upravom Ministarstva kulture, koje ima pravo imenovati ili razriješiti ravnatelja i zajedno s Ministarstvom financija dogovara iznos koji će se iz državnog proračuna izdvojiti za rad knjižnice.
Krajem godine, knjižnica izdaje godišnji katalog sa svim pohranjenim i digitaliziranim djelima tijekom te godine.
Početkom 2005. Knjižnica je postala članicom Europske knjižnice, zajedno s knjižnicama 48 inih europskih država.
Najbrojnija zbirka knjižne građe jest starogrčka zbirka koja sadrži oko 5000 starogrčkih zapisa i poznatih djela starogrčke umjetnosti i književnosti.
Mrežno izdanje kataloga knjižnice s umreženim zapisima, tiskovinama i književnim djelima naziva se Gallica.

## Povijest

### Osnutak i razvoj
Težnje za osnivanjem nacionalne knjižnice u Francuza su se javile krajem 13. stoljeća. Procvat kulture i umjetnosti u razvijenom srednjem vijeku potakla je francuskog kralja Karla V. na osnivanje središnje kulturne ustanove na Louvreovom trgu u Parizu, sjedištu tadašnje francuske kulture i umjetnosti. Za prvog knjižničara imenovan je Gilles Mallet, koji se za svoga mandata brinuo o 917 rukopisa. Zbirka se dugo vremena nije znatno povećala zbog kraljeva ujaka, Karla VI., kasnije i kralja, koji je vrijedne rukopise izgubio u bitkama s Britancima. Nakon što se sklonio u Bruges, vojvoda od Bedforda, regent kraljevstva pod britanskom upravom, kupio je za svega 1220 funti 1424. godine 120 svezaka koji su se nakon njegove smrti 1435. čuvali u 63 različite pisarnice diljem Engleske.
U dogledno vrijeme samo je za vladavine Luja XI. prekinuta rasprodaja rukopisa i knjižna građa je obnovljena i uskladištena na tada najbolji mogući način. Njegov primjer slijedio je i Karlo VIII., koji je, naslijedivši Luja XI. na prijestolju, nastavio kupovati vrijedne rukopise i povećao kraljevsku zbirku rukopisa i zapisa po uzoru na slične knjižnice u Svetom Rimskom Carstvu, Hrvatsko-ugarskom kraljevstvu, talijanskim kneževinama i Španjolskom Carstvu. Luj XII. napravio je popis svih rukopisa i tijekom vladavine povećao knjižnu građu i proširio ju i na englesku, talijansku i španjolsku književnost. Tako je pohranio i proglase aragonskih kraljeva i knjige iz milanske knjižnice te obrtničke priručnike iz Venecije. U očuvanju knjižne građe, koja je postala i jedna od zadaća kraljeva, istaknuo se kralj Franjo I., koji je osnovao nekoliko područnih knjižnica u sjeverozapadnoj Francuskoj i zakonskim mjerama iz 1537. propisao rad knjižnice.
Poteškoće u radu knjižnice javljaju se za vladavine Karla IX., za koje se 1568. knjižnica privremeno zatvorila zbog vjerskih ratova i čestih provala protestanata koji su pokušavali spaliti katoličke Biblije. Prvi kralj iz dinastije Burbon, Henrik IV., osnivao je u blizini knjižnice sveučilišne odjele i franjevački samostan 1595. i time pomogao u očuvanju starih redovničkih zapisa, poput molitvenika i misala na starofrancuskom i latinskom jeziku. Luj XIII. propisao je i propise za zaposlenje knjižničara te odredio potreban broj državnih službenika za rad u knjižnici. Odobrio je njezino proširenje i izgradio nekoliko pomoćnih zgrada.  Njegov nasljednik, Luj XIV., osnovao je i posebnu stražu te imenovao prvog čuvara kraljevske zbirke, koji je za propuste mogao odgovarati svojim životom. Za osobnoga knjižničara imenovao je iskusnog savjetnika Jeana-Paula Bignona. Podijelio je knjižnicu na pet odjela s obzirom na pripadnost i vrstu izložaka.

### Francuska revolucija i ponovni procvat
Tek je za kraljevanja Luja XV. završena izgradnja dvaju krila. Nakon što je sama zgrada proširena, prikladno uređena i obnovljena, dobila je naslov državnog dobra i stavljena je pod izravnu državnu upravu. Nakon desetljeća razvoja, za vrijeme Francuske revolucije rad knjižnice je uvelike otežan, a broj izložaka je gotovo prepolovljen, jer su brojni stradali u požarima prilikom spaljivanja kraljevskih rukopisa kao "nepodobnih knjiga", kako je smatrala komunistički nastrojena Pariška komuna. Unatoč nastojanjima i molbama Katoličke crkve, koja se zauzimala za očuvanje starih povijesnih rukopisa važnih za crkvenu i francusku povijest, brzorastuće građanstvo nije marilo za kraljevske proglase i molitvenike na starofrancuskom jeziku.
Nakon krunidbe Napoleona Bonapartea i proglašavanja Prvoga Francuskog Carstva 1804., knjižnica je ponovno otvorena za stalno te su oštećeni rukopisi obnovljeni i pohranjeni u sigurnije komore, koje su na carev nalog dali izraditi inženjeri. Iako se pobrinuo za ponovno osposobljavanje knjižnice za rad, Napoleon zbog vojnih troškova nije mogao puno izdvajati za kupovanje nove knjižne građe. Isprva su ratna osvajanja omogućila proračunski višak koji je odlazio za rad kulturnih i znanstvenih ustanova, nakon niza poraza i pritisaka Svete Alijanse i ostataka Europe ujedinjene protiv naglo rastuće Francuske te konačnoga pada, knjižnica ponovo prolazi kroz dva desetljeća novčane oskudice, zbog koje je većina djelatnika umjesto za novac radila za topli obrok. Nakon njegove smrti, knjižnica je sadržavala oko 650 000 tiskanih knjiga i 80 000 rukopisa.
Prve novčane pomoći knjižnica je dobila početkom 1830-ih kada su njezin rad potpomagali bogati obrtnici, industrijalci i ostatak nekadašnjeg plemstva. I građanski sloj se na sajmovima odricao dijela zarade u korist rada knjižnice želeći time potpomoći kulturni razvitak njihove zemlje. To je omogućilo obnavljanje zbirki novim knjigama i časopisima. Unutrašnjost je dijelom obnovljena, a neke pomoćne zgrade su proširene za osnivanje novih zbirki i čitaonica. Knjižnica je zauzimala sve važniju ulogu u životu prosječnog Parižanina i sveučilištaraca koji su ovdje mogli i učiti.
Najveći uzlet i svojevrsni preporod knjižnica doživljava 1860-ih, kada je nastojanjima Henrija Labroustea knjižnica ponovno proširena i potpuno obnovljena. Nadograđeni su brojni novi sadržaji za posjetitelje i otvorene prve muzejske zbirke. Časopisi su također dobili svoju zbirku podijeljenu prema temama koje su zastupale, bile one političke, športske, kulturne, znanstvene ili druge. Kupuju se i primjerci knjiga na poljskom, ruskom, mađarskom i nizozemskom jeziku, a neka djela francuske književnosti prevedena su na njemački i engleski jezik. Država je počela izdvajati više novaca iz blagajne za rad knjižnice i osnivanje podružnica duž cijele zemlje.
Ime knjižnice je 1868. promijenjeno u Nacionalna carska knjižnica. Francuski arhitekt Jean-Louis Pascal izradio je nacrte prema kojima je 1875. dovršenja izgradnja Ovalne sobe (po uzoru na predsjednikov ovalni ured u Bijeloj kući) i veliko stubište. 1796. knjižnica je imala najviše knjiga od bilo koje druge na svijetu, a njezina zbirka narasla je na 4,05 milijuna tiskovina i 11000 rukopisa.

### Nova zgrada
Dana 14. srpnja 1988. tadašnji francuski predsjednik François Mitterrand najavio je izgradnju nove zgrade za proširenje knjižnice, koja će »svojim izgledom biti jedna od najmodernijih u svijetu s namjerom da pokrije sva područja ljudskog znanja, i biti izgrađena da, osim tehnološkim izazovima modernog čovjeka, služi i kao mjesto gdje će se čovjek moći udaljiti od svakodnevnice, knjižnica koja će moći surađivati s ostalim europskim knjižnicama«. Nacrte za izgradnju nove knjižnice izradio je Dominique Perrault, a njemačka tvrtka Telefit je ugradila 6,6 kilometara svoje tehnologije za razvrstavanje knjiga. Time je knjižnica postala prva na svijetu s takvim sustavom. U kolovozu 2016. u potpunosti je izgrađena i bežična internetska mreža, koja je u travnju 2008. otvorena, ali ubrzo je bila zatvorena zbog sigurnosti građana i zdravlja djelatnika.
Za dizajn nove zgrade knjižnice, arhitekt Dominique Perrault dobio je 1996. Nagradu Europske unije za suvremenu arhitekturu. Francuska građevinska tvrtka Bouygues izgradila je osnovnu konstrukciju zgrade. Izgradnja nove zgrade bila je popraćena velikim prekoračenjem troškova i brojnim tehničkim poteškoćama vezanima uz dizajn visokogradnje. Stoga je u francuskim i svjetskim novinama i listovima zgrada prozvana TGB-om (fr. Très Grande Bibliothèque; u prijevodu »vrlo velika knjižnica« - poruga na francusku željezničku mrežu brzih vlakova TGV).
Početkom 2016. knjižnica je imala 14 milijuna knjiga u 4 pariška zdanja (Tolbiac, Richelieu, Arsenal, Opéra), kao i tiskovina, rukopisa, crteža, fotografija, zemljovida, CD-ova, DVD-ova, gramofonskih ploča, kovanica, medalja, zvučnih i multimedijskih zapisa. Od 14 milijuna predmeta, 3 milijuna ih je umreženo na Gallici, mrežnom izdanju knjižnice.

## Zadaće
Nacionalna knjižnica Francuske je javna ustanova u nadležnosti Ministarstva kulture, čiji je rad propisan zakonom i pravilnikom donesenim 3. siječnja 1924.
Prema spomenutoj uredbi odnosno zakonu, zadaće knjižnice su:
- skupljanje i prikladno pohranjivanje kataloga, tiskovina i knjiga sa svih znanstvenih područja
- očuvanje pisane nacionalne baštine, djela na francuskom jeziku i djela francuskih književnika
- osiguravanje zbirki predmeta i dokumenata zaštićenih zakonom poštujući uvjete o intelektualnom vlasništvu i državne propise
- pohrana Ustava, svih njegovih članaka, izmjena i prijedloga Narodne skupštine i Senata
- objava godišnjeg kataloga sa svim pohranjenim i umreženim (digitaliziranim) djelima tijekom tekuće godine
- suradnja s drugim kulturnim i znanstvenim ustanovama u državi i inozemstvu
- održavanje izložbi, skupova, stručnih usavršavanja, radionica i predavanja o predmetima iz knjižnice (grafike, bakropisi, fotografije i dr.)

Ministar kulture ima pravo smjenjivanja i imenovanja ravnatelja knjižnice te članova predstavničkih vijeća ako se utvrde bilo kakve nepravilnosti u radu.

### Mrežna mjesta
1. ↑  (engl.) D-Lib Magazine, Vol. 10, br. 2 (2004.), Van Veen, Theo i Oldroyd, Bill: Pretražite Europsku knjižnicu' (pristupljeno 18. siječnja 2011.)
2. 1 2 3 4 5 6  (fr.) Službene stranice Nacionalne knjižnice Francuske  Arhivirana inačica izvorne stranice od 2. siječnja 2019. (Wayback Machine), Odjeljak: multimedija, videozapis o povijesti knjižnice (pristupljeno 5. studenog 2016.)
3. 1 2 3 4 5 6  (fr.) Bruno Blasselle, Jacqueline Melet-Sanson, La Bibliothèque nationale de France : mémoire de l'avenir, zbirka Découvertes, br. 88, 3. izdanje, 2005., 175 stranica, ISBN 2-07-034341-3
4. ↑  (fr.) Europeana regia, nepotpisano: Povijesne zbirke: Knjižnica Karla V. i njegove obitelji (pristupljeno 5. studenog 2016.)
5. ↑  (fr.) Francuska akademija, nepotpisano: Jean-Paul Bignon, kraljevski knjižničar i savjetnik Luja XIV. (pristupljeno 5. studenog 2016.)
6. 1 2 3   Wikizvor na engleskom jeziku ima izvorni tekst na temu: Francuska nacionalna knjižnica, The Encyclopedia Americana, Rines, George Edwin (ur.):National Library of France, 1920.
7. ↑  (fr.) Nacionalna udruga knjižničara  Arhivirana inačica izvorne stranice od 6. ožujka 2019. (Wayback Machine), nepotpisano: Leksikon poznatih knjižničara: Labrouste, Henri (1801-1875) (pristupljeno 5. studnog 2016.)
8. ↑  (engl.) Zeleni život- vodič kroz zelenu Francusku, nepotpisano: Public libraries in Paris shut down wi-fi in response to health worries, 23. svibnja 2008. (pristupljeno 6. studenog 2016.)
9. ↑  (engl.) www.next-up.org, nepotpisano: France National Library gives-up WiFi., 7. travnja 2008. (pristupljeno 6. studenog 2016.)
10. ↑  (engl.) The New York Times (mrežno izdanje), Joseph Fitchett: New Paris Library: Visionary or Outdated?, 30. ožujka 1995. (pristupljeno 6. studenog 2016.)
11. ↑  (engl.) Službene stranice Nacionalne Knjižnice Francuske, nepotpisano: Dobrodošli u BnF - Nacionalnu knjižnicu Francuske (pristupljeno 6. studenog 2016.)
12. 1 2 3  (fr.) www.legifrance.fr, nepotpisano: Zakon o radu i nadležnosti Nacionalne knjižnice Francuske,  3. siječnja 1994. (pristupljeno 7. studenog 2016.)

### Ostali projekti
|  | Zajednički poslužitelj ima još gradiva o temi Nacionalna knjižnica Francuske |

## Vanjske poveznice
- Službene stranice (engl.)
- Službene stranice (fr.)
- Gallica, mrežna knjižnica (engl.)
- Gallica, mrežna knjižnica (fr.)